# Xã Oakland, Quận Burt, Nebraska
Xã Oakland (tiếng Anh: Oakland Township) là một xã thuộc quận Burt, tiểu bang Nebraska, Hoa Kỳ. Năm 2010, dân số của xã này là 148 người.